# اکدوگان (کاهتا)
اکدوگان (به لاتین: Akdoğan, Kahta) یک منطقهٔ مسکونی در ترکیه است که در بخش کاهتا استان آدیامان واقع شده‌است.